# Aunsby and Dembleby
Aunsby and Dembleby est une paroisse civile du Lincolnshire, en Angleterre.